# Reserva Extrativista Barreiro das Antas
A Reserva Extrativista Barreiro das Antas é uma unidade de conservação federal do Brasil categorizada como reserva extrativista e criada por decreto presidencial em 7 de agosto de 2001 numa área de 107.234 hectares no estado de Rondônia.